# رودخانه اسپرانس
رودخانه اسپرانس (به انگلیسی: Esperance River ) رودخانه‌ای در منطقه گروس آیلِت در کشور جزیره‌ای سنت لوسیا است.